# Sandhurst (Berkshire)
Pour les articles homonymes, voir Sandhurst.
Sandhurst est une ville et une paroisse civile d'Angleterre. Elle comptait 20 803 habitants au recensement de 2001 et se situe dans le sud-est du Berkshire, dans le district de Bracknell Forest.
Sandhurst est connu par l'Académie royale militaire de Sandhurst qui s'y trouve.

## Personnalités liées à la ville
- Philip Henry Delamotte (1821-1889), photographe et illustrateur, y est né ;
- Eric Frank Russell (1905-1978), auteur de science-fiction, y est né.

## Source
- (en) Cet article est partiellement ou en totalité issu de l’article de Wikipédia en anglais intitulé « Sandhurst, Berkshire » (voir la liste des auteurs).